# The Country in the City
The Country in the City è un album a nome di Fabio Treves, pubblicato dalla Red Record nel 1978.

## Tracce

### LP
Lato A
1. Blues in Bd – 4:30 (Dave Baker)
2. Knife Blues – 1:35 (John Jackson)
3. Dust My Broom – 3:08 (Elmore James)
4. Dirty City Blues – 3:14 (Dave Baker)
5. Baby Please Don't Go – 2:48 (Big Joe Williams)
6. Slow Blues – 1:34 (Dave Baker)
7. Traintime N°2 – 0:55 (Dave Baker)

Lato B
1. Diving Duck Blues – 3:24 (Sleepy John Estes)
2. West Coast Blues – 2:55 (Blind Blake)
3. Sweet Home Chicago – 3:05 (Robert Johnson)
4. Georgia Crawl – 2:30 (Tradizionale, arrangiamento Dave Baker)

## Musicisti
- Fabio Treves - voce, armonica
- Maurizio Bonini - dobro, chitarra slide, voce
- Maurizio Angeletti - chitarre, chitarra slide, mandolino, asse da lavare
- Vittore Andreotti - pianoforte

Note aggiuntive
- Fabio Treves - produttore
- Registrato presso lo Studio Barigozzi di Milano il 27/28 novembre[1]